# Liste des sites classés et inscrits de la Drôme

Le département de la Drôme, en rouge sur la carte de France.

Cet article présente les sites classés et inscrits de la Drôme, en France.

## Listes

### Sites classés
En 2024, la Drôme compte 18 sites classés,,.
| Site                                                  | Communes                                                 | Date             | Superficie (ha) | Critères et notes                                                      | Coordonnées                 | Photo |
| ----------------------------------------------------- | -------------------------------------------------------- | ---------------- | --------------- | ---------------------------------------------------------------------- | --------------------------- | ----- |
| Combe Laval                                           | Bouvante, Saint-Jean-en-Royans, Saint-Laurent-en-Royans  | 28 janvier 1991  | 1 018,61        | Pittoresque ZNIEFF de type I                                           | 44° 59′ 57″ N, 5° 20′ 12″ E |       |
| Cour et mur des Fusillés                              | La Chapelle-en-Vercors                                   | 7 février 1955   | 0,02            | Historique                                                             | 44° 58′ 00″ N, 5° 25′ 01″ E |       |
| Grands Goulets et Vernaison                           | La Chapelle-en-Vercors, Échevis, Saint-Martin-en-Vercors | 5 avril 1939     | 25,49           | Tout critère                                                           | 45° 00′ 24″ N, 5° 24′ 53″ E |       |
| Château de Condillac et ses abords                    | Condillac                                                | 23 mars 1981     | 52,14           | Tout critère                                                           | 44° 38′ 34″ N, 4° 49′ 13″ E |       |
| Coteaux de l'Hermitage                                | Crozes-Hermitage, Larnage, Tain-l'Hermitage              | 5 juin 2013      | 160,78          | Historique, pittoresque                                                | 45° 04′ 35″ N, 4° 50′ 47″ E |       |
| Pierre à sacrifices et roches de La Garde-Adhémar     | La Garde-Adhémar                                         | 18 décembre 1919 | 0,1             | Tout critère Ensemble d'une dizaine de roches dans le val des Nymphes. | 44° 23′ 20″ N, 4° 46′ 14″ E |       |
| Grotte de Rochecourbière                              | Grignan                                                  | 28 décembre 1938 | 0,27            | Tout critère                                                           | 44° 24′ 44″ N, 4° 54′ 06″ E |       |
| Éboulement du Claps et saut de la Drôme               | Luc-en-Diois                                             | 24 février 2004  | 467,16          | Pittoresque                                                            | 44° 36′ 19″ N, 5° 27′ 27″ E |       |
| Vallon de la Jarjatte                                 | Lus-la-Croix-Haute                                       | 24 janvier 2012  | 2 977,22        | Pittoresque                                                            | 44° 40′ 29″ N, 5° 45′ 50″ E |       |
| Abords de l'église Sainte-Foy                         | Mirmande                                                 | 12 novembre 1986 | 24,51           | Pittoresque L'église est un monument historique inscrit.               | 44° 41′ 46″ N, 4° 50′ 22″ E |       |
| Gorges d'Omblèze et cascade de la Druise              | Omblèze, Plan-de-Baix                                    | 28 novembre 1991 | 393,82          | Pittoresque                                                            | 44° 50′ 27″ N, 5° 11′ 47″ E |       |
| Rocher de Pierrelatte                                 | Pierrelatte                                              | 16 avril 1921    | 1,04            | Tout critère                                                           | 44° 22′ 41″ N, 4° 41′ 53″ E |       |
| Abords des ruines du château de Rochefort-en-Valdaine | Rochefort-en-Valdaine                                    | 24 janvier 1991  | 81,55           | Historique, pittoresque Le château est un monument historique inscrit. | 44° 30′ 40″ N, 4° 51′ 18″ E |       |
| Grotte de la Luire                                    | Saint-Agnan-en-Vercors                                   | 20 mai 1946      | 0,01            | Historique                                                             | 44° 53′ 28″ N, 5° 25′ 52″ E |       |
| Roches qui dansent                                    | Saint-Barthélemy-de-Vals                                 | 19 janvier 1911  | 2,78            | Tout critère                                                           | 45° 09′ 37″ N, 4° 51′ 36″ E |       |
| Vierge du Vercors                                     | Saint-Martin-en-Vercors                                  | 29 mars 1939     | 0,01            | Tout critère                                                           | 45° 01′ 42″ N, 5° 27′ 36″ E |       |
| Forêt de Saou                                         | Saou                                                     | 5 octobre 1942   | 2 392,42        | Tout critère                                                           | 44° 39′ 00″ N, 5° 07′ 08″ E |       |
| Terrasse et jardins du musée de Valence               | Valence                                                  | 26 novembre 1941 | 0,14            | Tout critère                                                           | 44° 55′ 51″ N, 4° 53′ 20″ E |       |

### Sites inscrits

#### Sites actuels
En 2024, la Drôme compte 30 sites inscrits,.
| Site                                           | Communes                            | Date              | Superficie (ha) | Critères et notes                                | Coordonnées                 | Photo |
| ---------------------------------------------- | ----------------------------------- | ----------------- | --------------- | ------------------------------------------------ | --------------------------- | ----- |
| Château et village d'Autichamp                 | Autichamp                           | 21 mai 1953       | 7,64            |                                                  | 44° 40′ 54″ N, 4° 57′ 54″ E |       |
| Village de Beaufort-sur-Gervanne et ses abords | Beaufort-sur-Gervanne               | 7 octobre 1947    | 15,72           |                                                  | 44° 46′ 35″ N, 5° 08′ 37″ E |       |
| Gorges des Gas                                 | Boulc, Châtillon-en-Diois, Glandage | 18 octobre 1948   | 403,59          |                                                  | 44° 40′ 55″ N, 5° 33′ 59″ E |       |
| Esplanade et digue de Buis-les-Baronnies       | Buis-les-Baronnies                  | 21 octobre 1938   | 2,17            | La digue protège la ville des crues de l'Ouvèze. | 44° 16′ 38″ N, 5° 16′ 39″ E |       |
| Gorges d'Ubrieux                               | Buis-les-Baronnies                  | 16 octobre 1952   | 33,31           |                                                  | 44° 17′ 35″ N, 5° 16′ 49″ E |       |
| Place du Marché                                | Buis-les-Baronnies                  | 1er mars 1973     | 0,2             |                                                  | 44° 16′ 32″ N, 5° 16′ 31″ E |       |
| Pavillon des Grands Goulets                    | La Chapelle-en-Vercors              | 26 juillet 1946   | 53,64           |                                                  | 44° 59′ 58″ N, 5° 25′ 36″ E |       |
| Cirque d'Archiane                              | Châtillon-en-Diois                  | 24 janvier 1955   | 1 233,27        |                                                  | 44° 45′ 04″ N, 5° 29′ 52″ E |       |
| Château de Condillac et abords                 | Condillac                           | 31 décembre 1980  | 398,42          |                                                  | 44° 38′ 18″ N, 4° 49′ 15″ E |       |
| Abbaye cistercienne de Valcroissant            | Die                                 | 22 janvier 1947   | 841,35          | L'abbaye est un monument historique classé.      | 44° 44′ 38″ N, 5° 26′ 11″ E |       |
| Remparts du château de Donzère et leurs abords | Donzère                             | 16 octobre 1947   | 8,82            |                                                  | 44° 26′ 42″ N, 4° 42′ 37″ E |       |
| Village d'Étoile-sur-Rhône                     | Étoile-sur-Rhône                    | 8 mai 1972        | 9,33            |                                                  | 44° 50′ 13″ N, 4° 53′ 39″ E |       |
| Château de la Gabelle                          | Ferrassières                        | 10 janvier 1947   | 1,87            |                                                  | 44° 07′ 36″ N, 5° 29′ 14″ E |       |
| Village de La Garde-Adhémar                    | La Garde-Adhémar                    | 5 décembre 1972   | 402,74          |                                                  | 44° 23′ 47″ N, 4° 45′ 04″ E |       |
| Chapelle Saint-Michel et ses abords            | La Laupie                           | 13 novembre 1953  | 6,98            | La chapelle est un monument historique inscrit.  | 44° 36′ 13″ N, 4° 50′ 44″ E |       |
| Village de La Laupie et ses abords             | La Laupie                           | 20 juin 1972      | 8,22            |                                                  | 44° 36′ 07″ N, 4° 50′ 45″ E |       |
| Vieux village de Montbrun-les-Bains            | Montbrun-les-Bains                  | 22 janvier 1947   | 4,34            |                                                  | 44° 10′ 33″ N, 5° 26′ 17″ E |       |
| Place du Docteur-Bourdongle                    | Nyons                               | 20 septembre 1948 | 0,77            |                                                  | 44° 21′ 38″ N, 5° 08′ 26″ E |       |
| Maisons du village des Pilles                  | Les Pilles                          | 28 juin 1946      | 13,3            |                                                  | 44° 22′ 45″ N, 5° 11′ 26″ E |       |
| Village du Poët-Laval et ses abords            | Le Poët-Laval                       | 4 mai 1984        | 124             |                                                  | 44° 32′ 06″ N, 5° 00′ 53″ E |       |
| Vieux village du Poët-Sigillat                 | Le Poët-Sigillat                    | 20 décembre 1974  | 847,67          |                                                  | 44° 21′ 45″ N, 5° 18′ 58″ E |       |
| Village de Pontaix                             | Pontaix                             | 4 avril 1946      | 7,37            |                                                  | 44° 45′ 05″ N, 5° 15′ 48″ E |       |
| Moulin de Jansac                               | Recoubeau-Jansac                    | 6 septembre 1946  | 0,02            |                                                  | 44° 40′ 21″ N, 5° 24′ 09″ E |       |
| Ancien château de Rochebrune, église et tours  | Rochebrune                          | 16 avril 1974     | 33,59           |                                                  | 44° 20′ 13″ N, 5° 14′ 45″ E |       |
| Abords de la grotte de la Luire                | Saint-Agnan-en-Vercors              | 20 mai 1946       | 13,29           | La grotte en elle-même est un site classé.       | 44° 53′ 25″ N, 5° 25′ 49″ E |       |
| Défilé de Trente-Pas                           | Saint-Ferréol-Trente-Pas            | 27 octobre 1948   | 78,75           |                                                  | 44° 27′ 06″ N, 5° 12′ 48″ E |       |
| Vieux village et pont de Sainte-Jalle          | Sainte-Jalle                        | 22 janvier 1947   | 2,96            |                                                  | 44° 20′ 45″ N, 5° 17′ 02″ E |       |
| Château de Suze-la-Rousse et ses abords        | Suze-la-Rousse                      | 18 septembre 1947 | 32,1            | Le château est un monument historique classé.    | 44° 17′ 20″ N, 4° 50′ 10″ E |       |
| Enceinte fortifiée de Taulignan                | Taulignan                           | 1er juin 1943     | 0,82            |                                                  | 44° 26′ 37″ N, 4° 58′ 50″ E |       |
| Ensemble urbain de Valence                     | Valence                             | 20 novembre 1975  | 78,88           |                                                  | 44° 55′ 50″ N, 4° 53′ 18″ E |       |

#### Anciens sites
Deux sites de la Drôme, précédemment inscrits, ont été radiés en 2022 et requalifiés en sites patrimoniaux remarquables :
- Grignan : village et ses abords ;
- Romans-sur-Isère : centre ancien.